# Los Negros (île)
Pour les articles homonymes, voir Los Negros.
Los Negros est une île de la mer de Bismarck située dans  l'archipel de l'Amirauté, en Papouasie-Nouvelle-Guinée,  et faisant partie de la province de Manus.

## Géographie
Elle est reliée à l'île de Manus par un pont qui franchit le passage Lonui. C'est la troisième île la plus grande des îles de l'Amirauté. Elle abrite le principal aéroport de la province, sur sa côte orientale, à Momote. Cet aéroport est relié à Lorengau, le chef-lieu, par une route et un pont.

## Histoire
Durant la Seconde Guerre mondiale, elle servait de base pour l'armée japonaise.